# Rectoria (Castellar del Vallès)
La Rectoria és una obra eclèctica de Castellar del Vallès (Vallès Occidental) inclosa a l'Inventari del Patrimoni Arquitectònic de Catalunya.

## Descripció
Edifici situat a la Plaça de l'Església, al costat del temple parroquial. És una casa formada per planta baixa i dos pisos. La façana mostra una composició simètrica, amb tres obertures per planta. A la planta baixa hi ha la porta d'accés, centrada i d'arc escarser, emmarcada per carreus de pedra i amb dues obertures rectangulars als costats. Als dos pisos superiors hi ha obertures rectangulars. El coronament de l'edifici és amb balustrada.

## Història
L'edifici de la Rectoria fou bastit l'any 1860, segons consta a la porta d'accés.